# Mark Tremonti
Mark Thomas Tremonti (nasceu em 18 de Abril de 1974) é um guitarrista norte-americano e foi criado perto de Detroit, Michigan. Ele cresceu ouvindo bandas de hard rock e metal como Kiss, Celtic Frost e Metallica. Com onze anos de idade, ele comprou a sua primeira guitarra.Foi uma Tara, que era uma Gibson Les Paul cópia e custou cerca de 25 dólares.Em seguida, assistiu aulas, mas decidiu parar e aprender por conta própria porque o professor não lhe ensinava o estilo que ele queria, "Eles estavam me ensinando 'Mary Had A Little Lamb' quando eu queria aprender 'Master of Puppets'". Em vez disso, Tremonti aprendeu a tocar violão com livros de tablaturas. Uma das primeiras canções Mark escreveu chama-se "Yesterday". Mark tocou em muitas bandas antes de seu empreendimento em Creed.Um dos nomes das bandas que ele foi jogado na noite Ouro. Atualmente é guitarrista das bandas Creed e Alter Bridge.
Foi nomeado "Guitarist of the Year" três anos consecutivos pela revista Guitar World e esta entre os melhores da ultima década.

## Carreira

### Creed (1994 - atualmente)
Depois do ensino médio, Tremonti ingressou na Florida State University e começou a escrever música. Contrariamente à crença comum, Tremonti e Stapp não eram amigos na escola secundária, mas pendurados nos diferentes multidões. Juntos, Tremonti e Scott Stapp realizaram audições para um baixista e um baterista, que resultaram na seleção de Scott Phillips e Brian Marshall. Eles próprios inicialmente chamados "Naked Escolares" (título de um artigo sobre um clipping que Tremonti prima utilizada para transportar na sua carteira / 0, mas liquidados em "Creed", a sugestão do Marshall (tendo sido previamente em uma banda chamada "Mattox Creed") . Creed vendeu 35 milhões de registros plus world wide em sete anos, tendo realizado até 5000 shows ao vivo.

### Alter Bridge (2004 - atualmente)
Desde Creed Tremonti tem trabalhado com vários músicos e violonistas, como Michael Angelo Batio, Thomas Gospodareck, e Fozzy. Ele teve extensa lições guitarrista Troy Stetina. Ele afirmou: "Com o Creed me realizei profissionalmente,mas eu senti que eu precisava reconsiderar as metas que eu tinha pessoalmente." Um dos objetivos era o de voltar para o rock and roll raízes. Após Creed ouve uma pausa,então Scott Phillips(baterista do Creed) e eu começamos a tocar juntos novamente e percebemos que ambos compartilhavam da mesma visão e foram estavam ansiosos para voltar á ativa e começar novamente.Eles reunificaram o baixista de Creed Brian Marshall e recrutou ex-Mayfield Four vocalista Myles Kennedy para formar o Alter Bridge. O nome simbolizava um longo curso para o desconhecido, e enquanto a nova banda decidia colectivamente sobre o nome para o Novo projeto, que foi inspirado pelo Tremonti na juventude, em Detroit. Alter Bridge é uma verdadeira ponte em Detroit localizado junto à sua casa na infância. As crianças do bairro não foram autorizados a atravessar a ponte, uma vez que conduziu a uma má secção da cidade, e Assim, a eles que estabelecem, por outro lado era desconhecida.
Em 2009 Mark Tremonti e Scott Stapp se encontraram, e Scott Stapp veio de uma profunda reflexão sobre seus atos, e se pediram desculpas bem como a outros integrantes em reunião fechada. Após a reunião, todos decidiram voltar com a banda CREED. Um novo cd foi lançado no fim de 2009, e a segunda parte da turnê começa em Junho de 2010.

### Carreira solo (2012 - atualmente)
Mark Tremonti, lançou em Julho de 2012 seu primeiro disco solo, chamado All I Was. Em Maio de 2015, o guitarrista anunciou o lançamento de "Cauterize" álbum que sucede o "All I Was". No ano passado lançou seu mais novo álbum intitulado "Dust".

## Influências
O guitarrista favorito de Mark Tremonti é Stevie Ray Vaughan. No entanto, ele afirmou em várias ocasiões que seu favorito é o  moderno guitarrista Zakk Wylde. Ele também é influenciado por Metallica, Celtic Frost, Audley Freed, e outros guitarristas de hard rock e metal.

## Discografia
Solo
- 2012 - All I Was (FRET12)
- 2015 - Cauterize (FRET12)
- 2016 - Dust
- 2018 - A Dying Machine (Napalm Records)

Com o Creed
- 1997 - My Own Prison (Wind-Up Records)
- 1999 - Human Clay (Wind-Up Records)
- 2001 - Weathered (Wind-Up Records)
- 2009 - Full circle (Wind-Up Records)

Com o Alter Bridge
- 2004 - One Day Remains (Wind-Up Records)
- 2007 - Blackbird (Universal Republic Records)
- 2010 - AB III (Roadrunner Records)
- 2013 - Fortress (Roadrunner Records)
- 2016 - The Last Hero (Napalm Records)
- 2019 - Walk The Sky (Napalm Records)

## Equipamentos
Guitarras
Mark Tremonti tem a sua assinatura no modelo de guitarras Paul Reed Smith (PRS Tremonti). Para a turnê, ele leva 3 a 4 modelos, uma preta, uma Tribal, e uma Tiger Eye, os modelos que tem pontes fixas, enquanto seu Charcoal Burst, Black Cherry (24 traste), Black Cherry (22 traste), tem um modelo azul e branco, e tem guitarras Platinum Vibrato com ponte flutuante. Tem uma Standard Tremonti Black Cherry feita em 2007 . Tem um modelo preto que tem apenas 3 potenciômetros. Ele também usa violões Taylor, toca com palhetas Jim Dunlop Jazz III; ele disse a revista Guitar One "Eu decidi tocar com uma por dois dias, e minha palheta 1mm de nylon parece uma pá. Agora eu não uso outra. "

## Vida pessoal
Mark Tremonti atualmente mora em Orlando, Florida, com a esposa Victoria, e filho Austin.
Ele mora próximo de guitarristas respeitados, particularmente ARIC Town, Michael Angelo Batio, Rusty Cooley e Vinnie Moore.